# Philonome clemensella
Philonome clemensella är en fjärilsart som beskrevs av Victor Toucey Chambers 1874.
Philonome clemensella ingår i släktet Philonome och familjen rullvingemalar. Inga underarter finns listade i Catalogue of Life.